# 麦卡纳姆轮

安装了麦克纳姆轮的URANUS机器人

麦克纳姆轮（英語：Mecanum wheel），也称艾隆轮（英語：Ilon wheel），是一种全向轮，因为由在瑞典麦克纳姆公司（Mecanum AB）工作的工程师本特·艾隆（Bengt Erland Ilon，1923～2008）发明而得名，在1972年11月13日在美国专利及商标局注册。
麦克纳姆轮的设计原理是在车轮的外环中安装了与轴心成45度角排列的辊子与地面接触，转动时摩擦力会产生与轮轴呈45度的反推力，这个斜向推力可以被分为纵向和横向两个向量。整个车体由两对拥有辊子镜像排列的麦克纳姆轮所驱动，每个车轮各自会产生相应的向量，这些向量的合力决定了车体最终的活动状态。通过调节各个车轮独自的转向和转速，可以实现整个车体前行、横移、斜行、旋转及其组合等运动方式。
麦克纳姆轮的优点在于结构紧凑、运动灵活，非常适合空间狭窄有限、直角弯偏多的作业环境。缺点是因为各个轮子产生的向量会相互抵消，因此同样转矩产生的净推力效率较低。同时辊轮结构较为复杂，成本也较高，抗磨损能力也远远逊于普通的单向轮胎，只适合比较平滑的陆面，遭遇粗糙复杂的地形时耐久性要大打折扣。